# Elierce Barbosa de Souza
Elierce Barbosa de Souza (født 8. marts 1988) er en brasiliansk fodboldspiller, som spiller for den japanske fodboldklub Cerezo Osaka.